# Somatidia ruficornis
Somatidia ruficornis là một loài bọ cánh cứng trong họ Cerambycidae.